# Erico X Knutsson

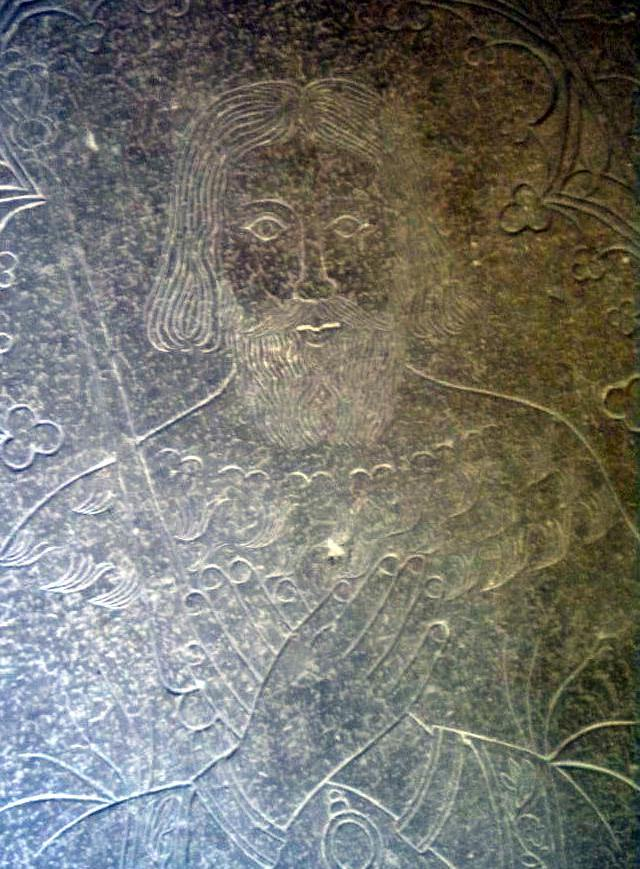
Grabado de Erik X Knutsson en su lápida.

Erik Knutsson  (?-10 de abril de 1216). Rey de Suecia entre 1208 y 1216. Era hijo del rey Canuto I de Suecia y de la esposa de este, una noble sueca de nombre desconocido. Se casó en 1210 con Riquilda de Dinamarca, hija del rey Valdemar I de Dinamarca.

## Biografía
Cuando su padre Canuto I falleció, Erik y sus hermanos eran menores de edad, pero no niños. y no tenían posibilidades de acceder al trono. El rey electo fue Sverker II, quien mantuvo en un principio buenas relaciones con los hijos de Canuto, pero posteriormente los vio como enemigos en la línea sucesoria, y los hermanos tuvieron que exiliarse en Noruega.
En 1205, Erik escapó de la batalla de Älgarås y partió rumbo a Noruega, tras haber sido derrotado junto con sus hermanos por el rey Sverker II. Sus tres hermanos murieron durante el combate, pero Erik intentaría regresar posteriormente a Suecia, con el fin de derrocar al rey. En 1208, junto con aliados noruegos, derrotó al rey Sverker en la batalla de Lena, el 31 de enero de ese año, tras la cual el mismo rey tuvo que huir hacia Dinamarca. Habiendo apartado a su enemigo, Erik pudo ser electo ese mismo año como nuevo monarca, pero la coronación no tendría lugar hasta después de la derrota definitiva de Sverker, en la batalla de Gestilren en el otoño de 1210. Ese mismo año, Erik se unió en matrimonio con la princesa Riquilda, la hija de Valdemar I de Dinamarca. Con ese matrimonio, mejoraron las relaciones con Dinamarca, que tradicionalmente había apoyado a la dinastía de Sverker.
El rey falleció repentinamente de fiebre el 10 de abril de 1216. Fue sepultado en la iglesia del Convento de Varnhem.

## Familia
Se dice que Erik X tuvo varias hijas en su matrimonio con Riquilda de Dinamarca, de las que no se sabe casi nada de ellas. Los hijos de los que se conoce el nombre fueron:
1. Sofía (fallecida en 1241). Esposa de Enrique III de Rostock, miembro de la Casa de Mecklemburgo.
2. Ingeborg (fallecida en 1254). Esposa de Birger Jarl.
3. Erico (1216-1250). Hijo póstumo. Rey de Suecia.